# Lantillac
Lantillac är en kommun i departementet Morbihan i regionen Bretagne i nordvästra Frankrike. Kommunen ligger i kantonen Rohan som tillhör arrondissementet Pontivy. År 2022 hade Lantillac 291 invånare.

## Befolkningsutveckling
Antalet invånare i kommunen Lantillac
| Referens: INSEE |